# Elizabeth Hurley
Elizabeth Jane Hurley (Basingstoke, 10 de junho de 1965) é uma atriz, modelo, produtora e estilista de moda britânica nascida na Inglaterra, mais conhecida como exemplo de "celebridade profissional", pelos filmes de Austin Powers, por sua relação com o ator Hugh Grant e por ser o rosto e a relações públicas mundial da marca de moda e beleza Estée Lauder.

## Biografia
Nascida no Condado de Hampshire, Inglaterra, filha de um major do Exército Britânico e de uma professora, irmã de uma agente literária e de um engenheiro, Liz Hurley, como é chamada, foi uma criança praticante de balé e uma adolescente punk, de cabelos pintados e piercings espetados no nariz.

### Moda e cinema
Liz Hurley começou a chamar a atenção da mídia britânica no começo dos anos 80, quando venceu um concurso promovido por um jornal da cidade de Winchester chamado The Face of the Year, que lhe rendeu um contrato de um ano com uma importante agência de modelos  de Londres e lhe abriu as portas para as revistas de moda e para a publicidade das agências de propaganda do país.
A virada da década veria Liz participando de séries de tv, filmes de orçamento modesto e fazendo pequenos papéis em filmes de Hollywood como Passageiro 57, com Wesley Snipes, no papel de uma aeromoça. Foi num destes Filmes-B que ela conheceu e começou sua relação com o ator Hugh Grant.
No começo dos anos 90 Liz se tornou uma das grandes modelos britânicas, com capas e editoriais feitas para grandes revistas como Vogue e Elle, e uma das personagens favoritas das publicações de celebridades e fofocas pela beleza e o corpo escultural,  com presença constante nas festas e eventos do mundo artístico europeu e norte-americano. A atenção sobre ela chegou ao máximo quando acompanhou Grant à premiére de Quatro Casamentos e um Funeral, filme de 1994 que foi sucesso mundial de bilheteria, num vestido preto decotado e com detalhes dourados, de Gianni Versace, que saiu nas revistas de todo o mundo e a transformou numa celebridade internacional, com a mídia dos dois lados do Atlântico se referindo durante anos "àquele vestido".
A exposição que ela teve com esse episódio a transformou num dos mais altos cachês do mundo da moda e chamou a atenção da gigante dos cosméticos Estée Lauder, com quem assinou um contrato em 1995 e desde então vem sendo o rosto da marca nas publicidades da empresa em todo o planeta.
Em 1997 ela deixou de ser apenas uma celebridade do circuito de moda e sociedade da Grã-Bretanha e dos Estados Unidos, para alcançar a popularidade mundial no filme recordista de bilheteria Austin Powers – O Agente Nada Discreto, de Mike Myers, uma paródia com os filmes de espionagem de James Bond, como Vanessa Kensington, a namorada do espião dos anos 60 que ressurgia no fim do século após passar trinta anos congelado, papel que reprisaria em 1999 na também bem sucedida continuação da série, Austin Powers - O Agente "Bond" Cama. A estes seguiram-se papéis principais em filmes menores, com algum destaque para a comédia como Endiabrado, com Brendan Fraser, na qual ela fazia o papel do Diabo e A Serviço de Sara, com Matthew Perry, seu último filme em Hollywood, em 2004. Seu trabalho como atriz, entretanto, sempre foi muito criticado por críticos britânicos e norte-americanos importantes.
Seu trabalho na Estée Lauder, porém, teve grande apoio da empresa, que viu Liz transformar em best-seller o seu perfume Pleasures, apenas um mês após começar a aparecer nas propagandas da marca. Desde que assinou contrato com a empresa, Liz se transformou em sua relações públicas e teve um papel ativo nas campanhas que a multinacional fez sobre prevenção do câncer de mama.
Em 2005, lançou sua própria coleção de roupas de praia, que são vendidas apenas em poucas lojas selecionadas como a Sacks Fifth Avenue em Nova Iorque e na Harrod’s em Londres, além das vendas feitas através de seu próprio site.
De acordo com avaliação do jornal britânico Daily Mail em 2004, sua fortuna pessoal conquistada ao longo da carreira é de 13 milhões de libras.

### Vida pessoal
Liz Hurley teve uma longa relação amorosa com o ator Hugh Grant, que durou de 1987 a 2000. Em 1995, ele foi o pivô de um grande escândalo quando foi preso em Los Angeles flagrado fazendo sexo oral com a prostituta Estella Marie Thompson. No episódio que lhe rendeu as manchetes de todas as revistas de fofocas do mundo e quase destruiu sua carreira, Hurley manteve-se ao seu lado, comparecendo com ele ao lançamento do filme Nove Meses, do mesmo ano, estrelado por ele e outro sucesso de bilheteria do ator. Em maio de 2000, entretanto, os dois se separaram, após uma "mútua e amigável decisão".
Pouco depois ela começou um novo relacionamento, com o produtor norte-americano Stephen Bing, que terminaria num rumoroso caso de teste de paternidade, com seu filho, Damian, sendo reconhecido pelo pai, que negava a paternidade e insinuava ter sido gerado numa infidelidade de Liz,  após um teste de DNA.
Em 2 de março de 2007 ela se casou oficialmente pela primeira vez com o empresário indiano Arun Nayar, em cerimônia longe da imprensa num castelo em Gloucestershire, referendada dias depois na Índia Terra natal de seu marido.
No dia 2 de abril de 2011 Elizabeth entrou com um pedido de divórcio contra Nayar, na Corte de Londres, após ter anunciado a separação 4 meses antes. Ela alega que o empresário tem um comportamento irracional. De 2011 a 2013 namorou o falecido jogador australiano de Cricket, Shane Warne.

## Filmografia

### Cinema
| Ano  | Título                                          | Papel              | Notas                      |
| ---- | ----------------------------------------------- | ------------------ | -------------------------- |
| 1987 | Aria                                            | Marietta           | Segmento "Die tote Stadt"  |
| 1988 | Rowing with the Wind                            | Claire Clairmont   |                            |
| 1990 | Kill Cruise                                     | Lou                |                            |
| 1992 | The Long Winter                                 | Emma Stapleton     |                            |
| 1992 | Passenger 57                                    | Sabrina Ritchie    |                            |
| 1994 | Beyond Bedlam                                   | Stephanie Lyell    |                            |
| 1995 | Mad Dogs and Englishmen                         | Antonia Dyer       |                            |
| 1996 | Extreme Measures                                | —                  | Produtora                  |
| 1997 | Dangerous Ground                                | Karen              |                            |
| 1997 | Austin Powers: International Man of Mystery     | Vanessa Kensington |                            |
| 1998 | Permanent Midnight                              | Sandra Stahl       |                            |
| 1999 | My Favorite Martian                             | Brace Channing     |                            |
| 1999 | EDtv                                            | Jill               |                            |
| 1999 | Austin Powers: The Spy Who Shagged Me           | Vanessa Kensington |                            |
| 1999 | Mickey Blue Eyes                                | —                  | Produtora                  |
| 2000 | The Weight of Water                             | Adaline Gunn       |                            |
| 2000 | Bedazzled                                       | O Diabo            |                            |
| 2001 | Double Whammy                                   | Dra. Ann Beamer    |                            |
| 2002 | Dawg                                            | Anna Lockheart     |                            |
| 2002 | Serving Sara                                    | Sara Moore         |                            |
| 2004 | Method                                          | Rebecca            | Também produtora executiva |
| 2010 | Made in Romania                                 | Ela mesma          |                            |
| 2014 | Viktor                                          | Alexandra Ivanov   |                            |
| 2017 | Phoenix Wilder and the Great Elephant Adventure | Tia Sarah          |                            |
| 2020 | Then Came You                                   | Clare              |                            |
| 2021 | Father Christmas Is Back                        | Joanna Christmas   |                            |
| 2022 | The Boy on the Beach                            | Katherine          | Curta                      |
| 2022 | Christmas in Paradise                           | Joanna Christmas   |                            |
| 2022 | Christmas in the Caribbean                      | Rachel             |                            |
| 2023 | Piper                                           | Liz Haines         |                            |
| 2024 | Strictly Confidential                           | Lily               | Também produtora           |

### Televisão
| Ano       | Título                             | Papel                 | Notas                                      |
| --------- | ---------------------------------- | --------------------- | ------------------------------------------ |
| 1988      | Inspector Morse                    | Julia                 | Episódio: "Last Seen Wearing"              |
| 1988      | Christabel                         | Christabel Bielenberg | Minissérie                                 |
| 1988      | Rumpole of the Bailey              | Rosie Japhet          | Episódio: "Rumpole and the Barrow Boy"     |
| 1989      | Act of Will                        | Christina             | Minissérie                                 |
| 1990      | Frederick Forsyth Presents         | Julia Latham          | Episódio: "Death Has a Bad Reputation"     |
| 1991      | The Orchid House                   | Natalie               | Minissérie; episódio: "Natalie"            |
| 1992      | The Good Guys                      | Candida Ashton        | Episódio: "Relative Values"                |
| 1992      | The Young Indiana Jones Chronicles | Vicky Prentiss        | Episódio: "Love's Sweet Song"              |
| 1994      | Sharpe                             | Lady Farthingdale     | Episódio: "Sharpe's Enemy"                 |
| 1995      | Shamrock Conspiracy                | Cecilia Harrison      | Telefilme                                  |
| 1996      | Harrison: Cry of the City          | Cecilia Harrison      | Telefilme                                  |
| 1996      | Samson and Delilah                 | Dalila                | Telefilme                                  |
| 2001      | The Human Face                     | Vários                | Minissérie documental;3 episódios          |
| 2011      | Wonder Woman                       | Veronica Cale         | Telefilme                                  |
| 2011–2012 | Gossip Girl                        | Diana Payne           | Papel recorrente, 14 episódios             |
| 2014      | The Tomorrow People                | A.L.I.C.E.            | Voz; 2 episódios                           |
| 2015–2018 | The Royals                         | Rainha Helena         | Papel principal, 40 episódios              |
| 2019      | Runaways                           | Morgan le Fay         | 8 episódios                                |
| 2021      | RuPaul's Drag Race UK              | Jurada                | Temporada 2, Episódio 1: "Royalty Returns" |
| 2021      | Welcome to Georgia                 | Georgia               | Telefilme                                  |
| 2024      | Germany's Next Topmodel            | Jurada                | Jurada convidada; 2 episódios              |